# Renault D-1
Roku 1926 vznikl ve francouzské firmě Renault prototyp nového pěchotního tanku, který dostal název Char D-1. Jeho produkce však začala až o pět let později. Renault D-1 měl nahradit svého staršího předchůdce již starší tank Renault FT-17. Tank měl zajímavou konstrukci podobnou britskému tanku Matilda Mk I, kde pásy podvozku přesahovaly úzkou korbu stroje. Tank D-1 byl poháněn motorem Renault o výkonu 82 hp. Podvozek sestával z dvojice napínacího kola vpředu, čtrnácti pojezdových kol, hnacího kola vzadu a čtyř napínacích kladek. Věž tanku byla původně převzata z typu Renault FT-17, sériové stroje však dostaly novou věž ST-1 s kanónem SA-34 ráže 47 mm. Ve věži byl uložen též koaxiální kulomet Chatellerault ráže 7,5 mm. Tank byl mechanicky nespolehlivý a trpěl častými závadami. Měl též slabý a poruchový motor. V letech 1931–1935 bylo vyrobeno 160 kusů tanků D-1. Posádku tanku tvořily 3 osoby – velitel, řidič a radioperátor.
Tanky D-1 byly za druhé světové války bojově nasazeny v severní Africe, sloužily i ve Francii při vpádu německých vojsk. Bojovaly také v armádě svobodných Francouzů pod vedením De Gaulla. Tanky, které ukořistila německá armáda, byly přejmenovány na PzKpfw D-1 732 (f).